# Belvidere (Wisconsin)
Belvidere – miasto w Stanach Zjednoczonych, w stanie Wisconsin, w hrabstwie Buffalo.